# Heterotaxalus schwarzeri
Heterotaxalus schwarzeri är en skalbaggsart som beskrevs av Heller 1926. Heterotaxalus schwarzeri ingår i släktet Heterotaxalus och familjen långhorningar. Inga underarter finns listade i Catalogue of Life.